# Wólka Niedzieliska
Wólka Niedzieliska – przystanek kolejowy na terenie wsi Niedzieliska w gminie Szczebrzeszyn w powiecie zamojskim w województwie lubelskim w Polsce.

## Ruch pasażerski
| Rok  | Wymiana pasażerska na dobę |
| ---- | -------------------------- |
| 2017 | 0-9                        |
| 2022 | 0-9                        |